# Марія Єлизавета з Лобковіц (1726—1786)
Марія Єлизавета з Лобковіц (чеськ. Marie Alžběta z Lobkovic, нім. Maria Elisabeth von Lobkowitz), повне ім'я Марія Єлизавета Анна Йозефа Терезія Вальбурга Людмила Лідверія Клементина  з Лобковіц (23 листопада 1726 — 29 липня 1786) — чеська шляхтянка XVIII сторіччя з династії Лобковіц, донька четвертого герцога Заганського Філіпа Гіацинта та графині Анни Марії Вільгельміни Альтханнської, дружина графа Корфіца Улефельдтського.

## Біографія
Марія Єлизавета народилась 23 листопада 1726 року у Празі. Вона була четвертою дитиною та другою донькою в родині  герцога Заганського Філіпа Гіацинта та його другої дружини Анни Марії Вільгельміни Альтханнської. Дівчинка мала старших братів Венцеля та Фердинанда і сестру Марію Анну. Молодші брати, що народилися згодом, прожили недовго.
У 16-річному віці Марія Єлизавета взяла шлюб із 43-річним графом Корфіцем Антоном Ульфельдтським. Весілля відбулося 16 квітня 1743 року. Наречений вдовів більше десяти років і не мав дітей від першого шлюбу.  Його описували як чоловіка із засмаглим  обличчям, глибокими блакитними, дещо похмурими, очима, густим чорним волоссям та бровами й злегка роздутими щоками. У подружжя народилися троє дітей:
Корфіц Антон був міністром закордонних справ при дворі Марії-Терезії до 1753 року. Імператриця жалувала його, граф вважався добрим оратором.
Чоловік помер взимку 1770 року. Марії Єлизавети не стало 29 липня 1786 року.

## Родина
Чоловік — Корфіц Антон Ульфельдтський
Діти:
- Марія Вільгельміна (1744—1800) — дружина графа Тюн-Гогенштайн Франца де Паули, мала шестеро дітей;
- Йоганн Баптіст  (1745) — помер у ранньому віці;[1]
- Марія Єлизавета (1747—1791) — дружина графа Георга Крістіана Вальдштайнського, мала дев'ятеро дітей.